# Schuifelen
Schuifelen, ook wel bekend als slijpen, slowen, soften, kleffen en zelfs zwemmen (in Eindhoven en omgeving), is een intieme manier van dansen, langzaam en dicht tegen elkaar aan. De jongen houdt meestal zijn handen op de heupen van het meisje, zij legt haar handen op zijn schouders. Het koppeltje wiegt dan langzaam heen-en-weer, op de maat van de muziek. Vaak wordt het licht gedimd, om de dansparen intimiteit te verschaffen.
In Vlaanderen wordt schuifelen ook wel Tegelplakken genoemd omdat je bij het dansen nauwelijks van de plaats komt, alsof je op een denkbeeldige tegel staat. Tijdens het Tegelplakken raadplegen velen sociale media via hun smartphone.